# 郎毓秀
郎毓秀（1918年11月4日—2012年7月7日），上海人，中国花腔女高音及音樂教育家。其父為攝影家郎靜山。

## 生平
1918年11月4日，郎毓秀出生於上海閘口；她的父親是郎靜山。自幼年即開始學習鋼琴演奏。1933年夏郎毓秀進入上海國立音樂專科學校舉辦的暑期培訓班；在課程結束後，因個人音色及音域特色而被錄取進入該校就讀，同時開始其電影配音錄製及演唱生涯。後來，她陸續在百代唱片公司錄製《杯酒高歌》、《鄉愁》、《滿園春色》、《早行樂》、《飄零的落花》等二十張餘個人專輯。1937年8月，郎毓秀前往比利時布鲁塞尔皇家音乐学院修習聲樂。
1941年，她以優異成績畢業並返回中國，於上海、天津、北平等地舉行巡迴個人音樂會。因日軍進逼並統治華北地區，郎毓秀與其丈夫肖濟離開北平，並在數番波折中抵達西安。1944年，郎毓秀開始擔任四川省國立藝術專科學校聲樂教授。1945年，夫妻倆人開始定居於成都。
1946年，郎氏前往美國俄亥俄州辛辛那提市師範學院及音樂學院修習聲樂，並於1948年返回中國。
此後，郎氏先後任教於華西協合大學音樂系及西南音樂專科學校。1952年，郎氏於院系調整時調任至四川音樂學院。1953年，郎氏參加第三次赴朝鮮慰問團，並在戰場前線為中國人民志願軍舉行為期四個月的慰問演唱。1954年，郎氏與小提琴家張季時和鋼琴伴奏家石中強前往中國西南地區演出。此後，郎氏逐漸從以西洋古典音樂技巧為主的風格轉變，學習並融合中國傳統樂器及唱腔，如京韻大鼓、四川清音、京劇、評彈、粵劇唱腔等。
1956年，郎氏參加文化部對外文化聯絡局的文化代表團，先後訪問瑞士、意大利、法國，並於羅馬、伯爾尼、日內瓦、巴黎、里昂等地巡迴舉辦個人演唱音樂會。1957年，郎氏開始擔任四川音樂學院聲樂教授、碩士研究生導師及聲樂系系主任。
1981年冬，郎氏舉辦個人“告別舞台音樂會”，於昆明、重慶、成都、北京、天津、上海、武漢等地巡迴演出。1987年冬和1988年9月，郎氏應邀至美國紐約擔任羅莎·龐賽爾國際聲樂比賽評委。1994年，郎氏自四川音樂學院退休。2001年5月，郎氏獲得由中國文聯及中國音樂家協會聯合頒發的首屆“中國音樂金鐘獎”終身榮譽勳章。
2012年7月7日，郎氏於四川成都逝世，享年94歲。

## 代表作品
- 《天倫歌》（1935年）[2]
- 《飄零的落花》（1936年）[3]
- 《滿園春色》（1937年）[4]